# New American Cinema Group
| «             | No volem pel·lícules mistificadores, ben fetes, persuasives, però tosques i mal fetes, sempre que siguin vitals. Estem en contra del cinema rosa, estem a favor del cinema vermell sang... Avui la nostra rebel·lió contra els vells, els oficials, els corruptes és sobretot ètica... Ens interessa l'home. Ens interessa què passa en l'home. | » |
| — Jonas Mekas | |   |

L'etiqueta New American Cinema Group, nascuda l'any 1960, va reunir directors independents del cinema experimental a Nova York, adherint-se al Manifest del New American Cinema Group desenvolupat per Jonas Mekas.El manifest es va caracteritzar per una oberta oposició ètica i estètica a la indústria de Hollywood i el desig de crear un teixit de distribució alternatiu al dels grans. Amb aquesta finalitat el 1962 el grup va constituir The Film-Makers' Cooperative.
El terme New American Cinema va ser adoptat posteriorment per la crítica per descriure totes aquelles formes de cinema estatunidenc dels anys 60 que no s'ajustaven als principis estètics i lingüístics del cinema de Hollywood.

## Característiques generals
El nom "New American Cinema" reuneix dos grups principals: els "nous" independents que pretenien actuar de manera autònoma a nivell productiu i artístic respecte a les lleis estranguladores de la indústria cultural, i els directors de la tendència més radicalment experimental que veuen pel·lícules com la creació d'una obra estrictament personal i poètica. Les obres del primer grup, que inclouen The Connection de Shirley Clarke (basada en l'obra de teatre homònima de Jack Gelber, 1962) Pull My Daisy (1959, amb la col·laboració de Jack Kerouac i la interpretació d'Allen Ginsberg, Peter Orlovsky i Gregory Corso) de Robert Frank i Alfred Leslie, Guns of the Trees (1962) de Jonas Mekas i Hallelujah the Hill (1963) de Jonas i Adolfas Mekas, tenen una matriu realista que connecta amb el cinema veritat i tenen forts vincles amb el principals fenòmens de l'art contemporani nord-americà. El segon grup, format per directors com Stan Brakhage, Robert Breer, Gregory Markopoulos, Ron Rice i James Broughton, es mou en el seu lloc desenvolupant temes i estils connectats a les avantguardes històriques.

## Historia del New American Cinema

### Els orígens: De les avantguardes europees al naixement del cinema experimental estatunidenc

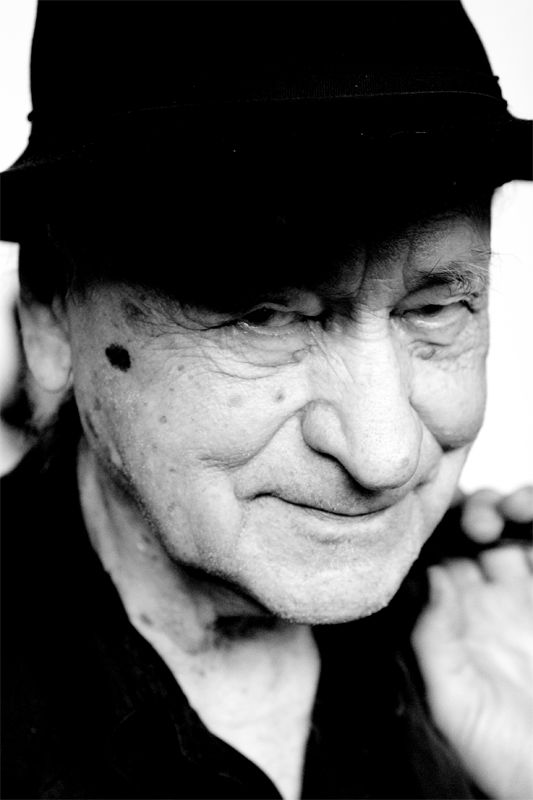
El cineasta lituà Jonas Mekas, un dels fundadors de The Film-Makers' Cooperative

El corrent fa referència a la tradició cinematogràfica de les avantguardes europees dels anys vint, al cinema dadaisme i surrealisme, però també al cinema experimental nord-americà després de la Segona Guerra Mundial. gràcies a autors com Maya Deren, Stan Brakhage i Kenneth Anger.

### 1960: Naixement del nou cinema americà
Més tard, artistes com Andy Warhol i músics i poetes de la generació Beat s'apropen al New American Cinema.

## Projeccions i distribució
Aquest tipus de cinema, definit com a "underground" per la seva fascinant existència underground, es desenvolupa dins d'una mena de contrasistema, tant a nivell cultural i de producció com a nivell d'ètica i estètica.
El gènere s'estén als Estats Units i a l'estranger a través de revistes teòriques com Film Culture, el centre unificador del cinema underground de Nova York, i amb el naixement d'institucions com el FilmMakers' Cooperative i l'Independent Film Award.

## Influències posteriors
Als anys setanta, el plantejament de l'autonomia artística i productiva dels creadors del New American Cinema va influir en una sèrie d'autors de New Hollywood, que renoven el cinema de Hollywood, com George Lucas, John Milius i Francis Ford Coppola.